# Nannocyrtopogon bruneri
Nannocyrtopogon bruneri là một loài ruồi trong họ Asilidae. Nannocyrtopogon bruneri được Wilcox & Martin miêu tả năm 1957. Loài này phân bố ở vùng Tân Bắc giới.